# 薛朗
薛朗（？—888年3月14日），中国唐朝军官，在镇海军士兵推翻节度使周宝后在887年内大部分时间控制镇海军的一部分。当年末他被钱镠俘虏，888年初伏诛。

## 家世和夺取镇海军
薛朗家世几无记载，官方史书无其传。光启三年（887年）三月，薛朗时任镇海军节度使周宝的度支催勤使，官衔太子左庶子。当时，周宝耽于享乐，不问政事。他征发民夫为军部润州建外墙并建造东面官邸，百姓苦之。为了自保，周宝组建了一支新军，号后楼都，军饷比镇海军多一倍，镇海军因而怨恨。一次周宝和僚属饮宴，有人说镇海军对后楼都怀怨，周宝答：“他们敢作乱就杀了他们！”薛朗将此言告诉朋友镇海军将刘浩，以为警告，刘浩说：“我们只有兵变才能免死！”当夜与同僚刁頵率其党兵变，攻周宝官邸。周宝醒，试图召后楼都对抗变军，但很快发现后楼都也加入了变军。他别无他法迎战变军，率家人步行逃到常州投刺史丁从实。刘浩杀周宝僚佐，推薛朗为留后知府事。周宝先前兼租庸副使，储存了很多财物，都落入变军之手。

## 败亡
薛朗南袭毗陵，西侵建邺。但其接手镇海军之事并非无人相争。威胜军节度使董昌受僖宗诏命讨伐薛朗，以军政委杭州刺史钱镠。五月，遣东安都将杜稜、浙江都将阮结、静江都将成及讨之。六月，杜稜等败薛朗将李君暀于阳羡。十二月，薛朗粮尽，阮结克镇海军部润州，刘浩出奔，阮结擒薛朗，带回杭州。文德元年（888年）正月，钱镠斩薛朗，剖其心以祭刚去世一个月的周宝。